# Elviro Aranda
Elviro Aranda Álvarez (Bolaños de Calatrava, 15 de octubre de 1961) es un jurista, catedrático de Derecho Constitucional, profesor universitario y político español.

## Trayectoria
Ha sido diputado en Cortes Generales por Madrid por el Partido Socialista Obrero Español en las VIII y IX legislaturas, durante las cuales fue Vicepresidente de la Comisión Constitucional y Viceportavoz del Grupo Parlamentario Socialista, en diferentes momentos, entre otras responsabilidades.
Tras licenciarse en Derecho por la Universidad Complutense de Madrid, se doctoró en la Universidad Carlos III de Madrid. Especializado en Derecho Parlamentario y Derechos Fundamentales, es profesor titular de Derecho Constitucional en la Universidad Carlos III de Madrid, así como Secretario General de la Agrupación Socialista Universitaria.

## Cargos institucionales
- Vocal de la Comisión Constitucional.
- Vocal de la Comisión de Interior.
- Vocal de la Comisión de Educación y Ciencia.
- Portavoz adjunto de la Comisión de Trabajo y Asuntos Sociales.
- Vocal de la Comisión de Reglamento.
- Ponente de la Ponencia encargada estudio Reforma del Reglamento (154/1).
- Vocal de la Delegación española en el Grupo de Amistad con la Gran Asamblea Nacional de Turquía.